# Tim Vincent
Tim Vincent (nacido el 4 de noviembre de 1972) es un actor y presentador televisivo de origen galés quien presentó el programa infantil Blue Peter entre 1993 y 1997. Su carrera televisiva ha ampliada significativamente, y ha presentado varios concursos de Miss Mundo y se basa ahora en los Estados Unidos, donde ha presentado algunos programas como Access Hollywood y Phenomenon.

## Biografía
Vincent fue nacido como Timothy Russell Walker en Overton-on-Dee, Wrexham, Gales. Llevó a actuación por primera vez en Theatr Clwyd, en Mold. Ha vivido y trabajado en los Estados Unidos por los últimos pocos años. A principios de 2008, Vincent apareció en el programa televisivo de talentos Dancing on Ice en el canal de televisión ITV1 en el Reino Unido. En febrero de 2009, Vincent, junto con el actor Joe Swash, convirtieron en el poseedor del récord Guinness para lanzar la mayoría de los panqueques con un socio como parte de un desafío en The Paul O'Grady Show del Channel 4.

### Carrera
Su primer papel en la televisión fue como Billy Bob "Meg" Ryan, un adolescente adicto al alcoholismo, en la serie dramática Children's Ward en ITV. Vincent también apareció en la etapa, actuando en pantomima por varios años. En 2000, interpretó el personaje de Adam Forrester en Emmerdale.
Vincent presentó Blue Peter desde el 16 de diciembre de 1993 hasta el 24 de enero de 1997, junto a varias colegas como John Leslie, Anthea Turner, Diane-Louise Jordan, Stuart Miles, Katy Hill, y Romana D'Annunzio. También actuó en dos temporadas del drama Dangerfield y apareció en el programa de modo The Clothes Show.
En 2007, Vincent comenzó sus deberes en tanto Access Hollywood y Phenomenon. También presentó la competición Miss USA el mismo año, después de presentar dos competiciones de Miss Mundo (en 2005 y 2006). Por una semana en junio de 2007, sustituyó para Meredith Vieira en el concurso Who Wants to Be a Millionaire.
Ha presentado programas en 95.8 Capital FM y Magic 105.4 FM, tanto en Londres.